# Erythroxylum badium
Erythroxylum badium es una especie de planta perteneciente a la familia Erythroxylaceae. El área de distribución nativa de esta especie es Madagascar. Es un arbusto o árbol que crece principalmente en el bioma tropical estacionalmente seco.

## Taxonomía
Erythroxylum badium fue descrita por el botánico alemán Otto Eugen Schulz y la descripción publicada en Das Pflanzenreich IV, 134: 128 en 1907.